# Човекът от джунглата 2
„Човекът от джунглата 2“ или също „Джордж от джунглата 2“ (на английски: George of the Jungle 2) е продължение на игралния филм „Човекът от джунглата“ на Дисни от 1997 г.
Режисьор е Дейвид Громсан, сценарист Джордан Мофет, част от актьорския състав се състои от: Томас Хейдън Чърч, Джули Бенц, Кристина Пикълс, Ангъс Джоунс, Майкъл Кларк Дънкан, Джон Клийз, Кели Милър и Кристофър Шоуърман като Джордж.

## В България
В България филмът е издаден на VHS и DVD през 2003 г. на Александра Видео.
През 26 септември 2015 г. се излъчва по NOVA с български дублаж. Дубльорски състав:
| Озвучаващи артисти  | Христина Ибришимова Даниела Йорданова Лиза Шопова Димитър Иванчев Симеон Владов Стефан Сърчаджиев – Съра |
| Режисьор на дублажа | Димитър Кръстев                                                                                          |